# كأس الأبطال الفرنسي 2004
كأس الأبطال الفرنسي 2004 (بالفرنسية: 2004 Trophée des Champions)‏ مباراة جمعت بين باريس سان جيرمان و‌ليون في 31 يوليو 2004 على ملعب بيير دي كوبرتان في مدينة كان، وفاز بها باريس سان جيرمان 7–6 بركلات الترجيح بعد التعادل 1–1 في الأشواط الأصلية.

## وصلات خارجية
- باللغة الفرنسية